# Erdeni Batur
Erdeni Batur (overleden 1653) was in zijn tijd de belangrijkste leider van de Dzjoengaren. In zijn periode krijgt het door zijn vader gestichte rijk een politiek herkenbare identiteit als het kanaat Dzjoengarije.

## Achtergrond
Khara Khula (overleden 1635) was in zijn tijd de belangrijkste leider van de Oirat-Mongolen. Hij had de ambitie een rijk te stichten waarin alle Oirats onder zijn leiding verenigd zouden zijn. In de laatste periode van zijn leven slaagde hij er in die ambitie te verwezenlijken. Na de dood van Khara Khula volgt zijn zoon Erdeni Batur hem op. Tijdens zijn periode krijgt zijn rijk een politiek herkenbare identiteit als Dzjoengarije.

## De migratie van de Khoshut-Mongolen
Erdeni Batur raakte onmiddellijk na het overlijden van Khara Khula verwikkeld in een machtsconflict met Güshri Khan (1582-1655), de leider van de Khoshut-Mongolen, een van de stammen van Oirat-federatie. De laatste werd gedwongen te migreren. Dat was in de eerste decennia van de 17e eeuw vaker gebeurd onder de Oirat-Mongolen. Vanaf 1600 hadden kleinere groepen Oirat-Mongolen zich al onder bescherming van de Russische tsaar gesteld. In 1630 besloot de vrijwel gehele stam van de Torgut te migreren naar het gebied van de Wolgadelta en werd daarbij gevolgd door een aanzienlijk deel van de Dörbet, mede uit onvrede over het streven van Khara Khula de gehele politieke en militaire controle over de stammenfederatie te verkrijgen.
In 1636 migreert Güshri Khan met ongeveer 60.000 huishoudens naar het gebied van Kokonor, waar al sinds de tijd van Dzjengis Khan (1162-1227) Mongoolse prinsdommen aanwezig zijn. Hij vestigde daar een eigen kanaat.
In 1637 zond hij een delegatie naar het hof van de Mantsjoes met de opdracht te achterhalen of deze bereid zouden zijn tot steun aan de strijd tegen Erdeni Batur. De keizer Hong Taiji (1592-1643), die kort daarvoor in 1634 de Chahar-Mongolen had onderworpen was daartoe niet bereid. De Mantsjoes hadden hun prioriteit gelegd bij het verdrijven van de Chinese Ming-dynastie.
Güshri Khan zou in 1638 in Centraal-Tibet interveniëren en daarbij de gelugtraditie van de dalai lama de suprematie bezorgen.

## Relatie met de dalai lama
Al in 1635 had Ngawang Lobsang Gyatso, de vijfde dalai lama Erdeni Batur de titel Khong Tayiji (Yerdyen) verleend, de hoogste titel in de Mongoolse wereld na khagan. De Oirat-Mongolen waren als de meest westelijke federatie van de Mongolen ook het laatst in contact gekomen met het Tibetaans boeddhisme. Het gebied van de Oirats grensde direct aan een immens islamitisch gebied.
Rond 1600 had de elite van de Oirats zich dan wel daartoe bekeerd, maar veel van die bekeringen waren oppervlakkig en nominaal. Door het verlenen van die titel maakte de dalai lama de hoop duidelijk, dat de Oirats hun toekomst vooral zouden zoeken in het boeddhistische oostelijk deel van Centraal-Azië in plaats van in het meer westelijke islamitische deel.

## De Mongoolse bijeenkomst van 1640

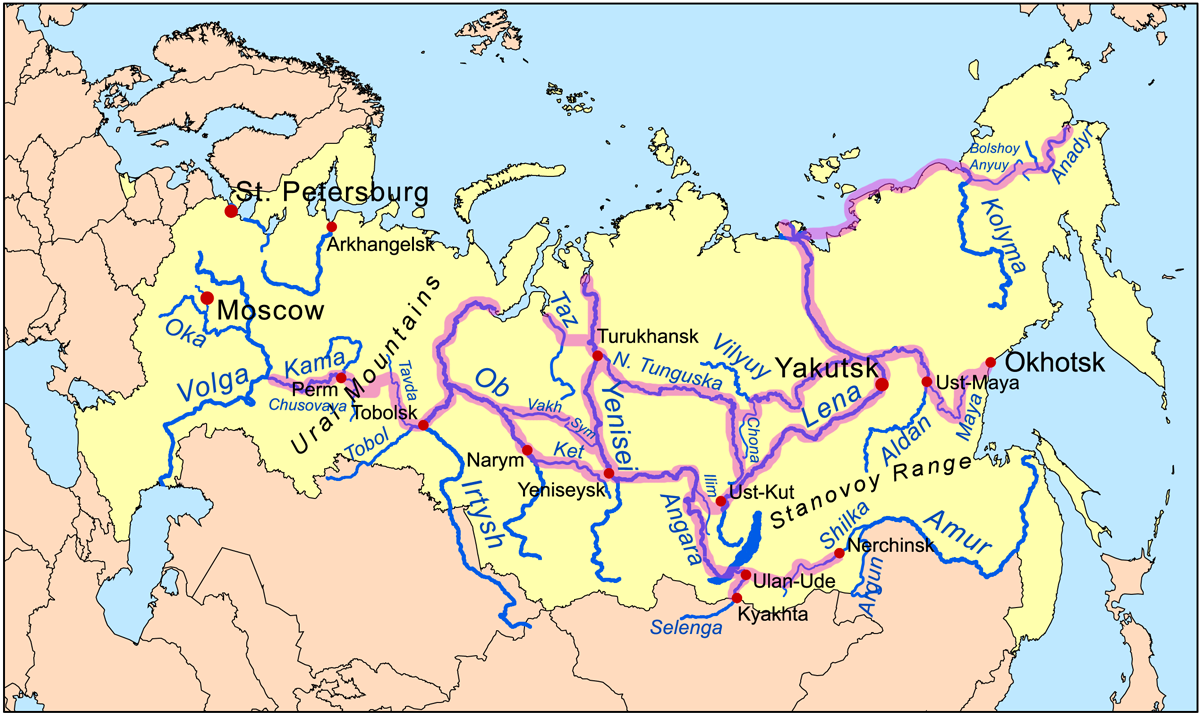
De Russische expansie in Centraal-Azië vond in de eerste fase vooral via de rivieren van Siberië plaats

De geschiedenis van alle Mongoolse stamfederaties in de 17e eeuw moet gezien tegen de achtergrond van een aantal ontwikkelingen in China en Centraal-Azië. De eerste ontwikkeling is die van de opkomst van de Mantsjoes. Nog voor de omverwerping van de Ming-dynastie in 1644 door de Mantsjoes voert hun eerste keizer Hong Taiji in 1632 een campagne tegen de Chahar-Mongolen. Die gaan de confrontatie niet aan. Hun leider Ligdan Khan vlucht met ongeveer 100.000 man naar Kokonor. Na zijn dood in 1634 wisten de Mantsjoes het gebied van de Chahar-Mongolen (de huidige Chinese provincie Binnen-Mongolië) aan hun rijk toe te voegen. De tweede ontwikkeling was het steeds verder oprukken van Rusland in Centraal-Azië.
Tegen de achtergrond van die ontwikkelingen vond in 1640 de laatste grote Pan-Mongoolse conferentie plaats. Behalve de Chahar-Mongolen en Khoshut-Mongolen, die op dat moment onder leiding van Güshri Khan hun interventie in Tibet pleegden waren alle westelijke en oostelijke stammen en federaties aanwezig. Het doel was een alliantie te vormen tegen externe vijanden. Het was de laatste keer dat het idee van de hernieuwde totstandkoming van één grote Mongoolse confederatie besproken werd.
De meeste historici gingen er tot voor kort van uit, dat Erdeni Batur en de boeddhistische missionaris Zaya Pandita het initiatief namen voor de conferentie. Meer recent onderzoek heeft echter aangetoond, dat de echte drijvende kracht hiervoor de Jasaktu Khan van de Khalkha-Mongolen was. De conferentie werd ook gehouden in gebied van de Khalka's. De Jasaktu Khan had ook om geostrategische argumenten de meeste reden bevreesd te zijn voor de groeiende macht van de Mantsjoes en dus ook het grootste belang bij het stand komen van een alliantie tegen de Mantsjoes. De Dzjoengaren onder Erdeni Batur waren de opkomende militaire macht onder de Mongolen. Alleen onder de Khalkha's waren echter de directe afstammelingen van Dzjengis Khan te vinden. Dit soort tegenstellingen en stammenstrijd tussen de diverse Mongoolse facties maakte de poging tot vorming van één confederatie van tevoren irreëel. Voor de westelijke Mongolen, zoals Erdeni Batur waren de Mantsjoes in 1640 ook nog geen acute bedreiging.

## Relaties met de Russen
De belangrijkste betrekkingen met niet-Mongoolse groepen onderhield Erdeni Batur met de Russen. In de laatste jaren van de periode van Khara Khula waren die al verbeterd. Erdeni Batur zette die politiek voort. Gedurende zijn periode zond hij 33 delegaties naar Moskou en ontvangt 19 Russische delegaties uit Siberië. Buiten enkele incidenten zijn er in deze periode nauwelijks conflicten met de Russen geweest.

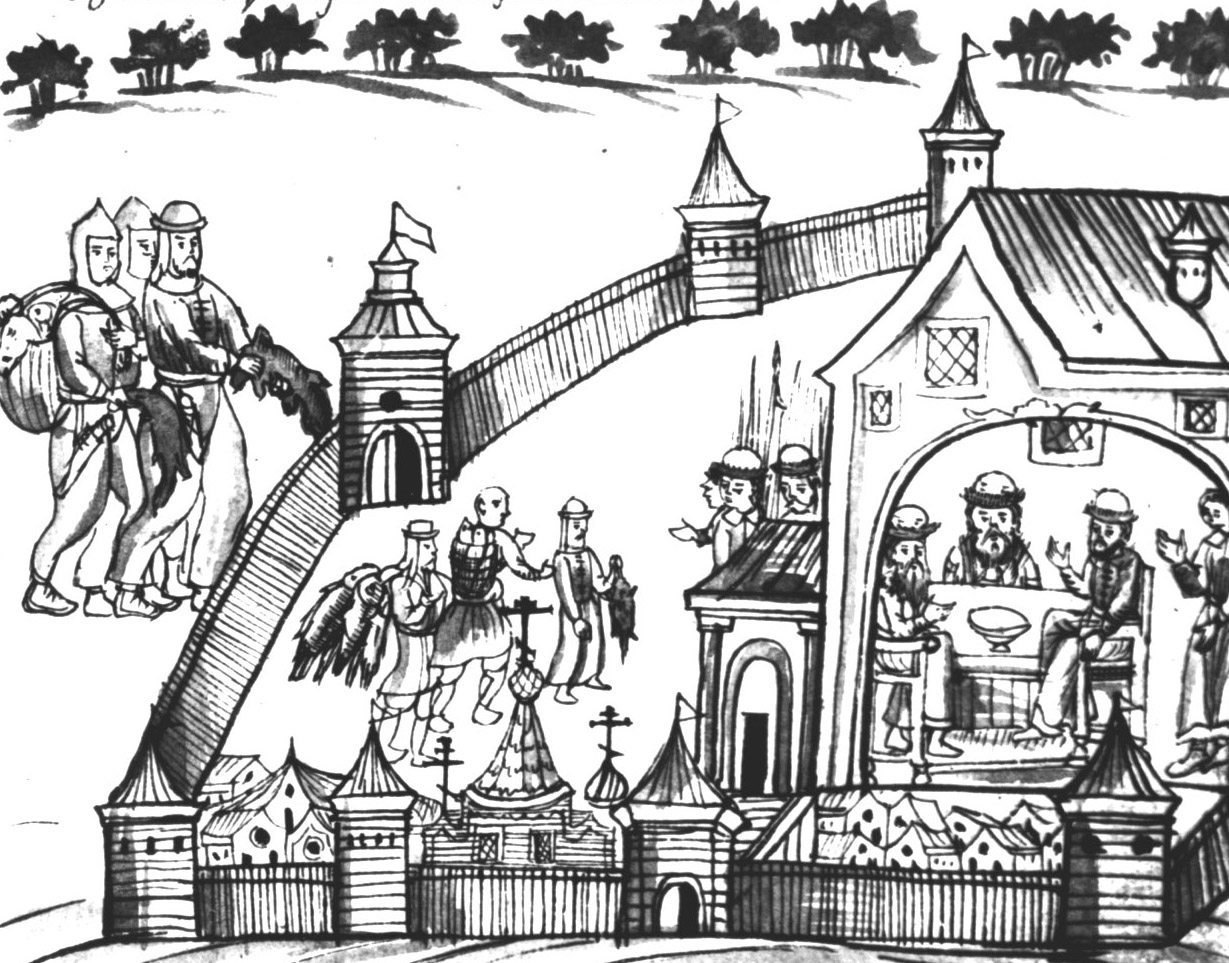
Russische bestuurders in het pas gestichte fort bij Tjoemen

Twee potentiële mogelijkheden tot conflicten met de Russen werden opgelost. Het eerste was de toegang tot zout. Dit vormde een belangrijke bron van inkomsten voor de Dzjoengaren. Zout was essentieel voor de kolonisten in Siberië. Met name rondom het zoutmeer van Lob Nuur waren er voortdurend problemen. In 1636 kwam er een overeenkomst waarbij de Dzjoengaren daar zout konden winnen en Batur toestond dat Russische zoutkaravaans over grondgebied van de Dzjoengaren naar het zoutmeer konden reizen in ruil voor grotere mogelijkheden voor handel met de Russen. Bij het zoutmeer ontstond het belangrijkste handelscentrum in Siberië tot aan de opkomst van Kjachta in de 18e eeuw
Het tweede potentiële conflict betrof de vraag wie gerechtigd was belasting te vragen aan de Kirgiezen langs de rivier de Yenisei. Dit werd op ingenieuze wijze opgelost door het creëren van een gezamenlijke verantwoordelijkheid daarvoor. Het resultaat was, dat de Kirgiezen nu zowel aan de Dzjoengaren als de Russen belasting dienden te betalen.
Batur kon handelen in plaatsen als Tobolsk, Tjoemen en Tomsk. De handel werd meestal gedreven onder een dekmantel van diplomatieke giften, waarbij de Dzjoengaren paarden, vee, huiden en bont ruilden voor producten als textiel, leer, zijde, metalen voorwerpen en ivoor van walrussen.
Batur besefte ook, dat er aanzienlijk meer nodig was dan vormen van nomadendom om stabiliteit en continuïteit te verkrijgen. Hij vroeg en kreeg van de Russen grote hoeveelheden kippen en varkens, die hij naar pas gestichte boerderijen in recent veroverde gebieden liet overbrengen. Dit was ook een belangrijke reden, dat Erdeni Batur de stichting van boeddhistische kloosters bevorderde.
Rond 1640 begint Batur zijn hoofdstad te bouwen met stenen forten en een boeddhistisch klooster nabij Kubak Zar tussen Lob Nuur en de rivier de Irtysj. Boeren werden uit Turkestan gehaald om de omliggende gronden te bebouwen. Chinezen, Mongolen, Siberiërs, die oorspronkelijk uit Bochara kwamen en geestelijken hadden allen een aparte wijk. Na zijn dood begon de stad echter te vervallen en er zijn nu nauwelijks nog sporen van aanwezig .

## Overlijden van Erdeni Batur
Batur overleed in 1653. Na zijn dood ontstond er een periode van grote instabiliteit. Batur had negen zoons. Het was in die tijd de gewoonte onder de adel van de Oirat-Mongolen om minimaal één zoon voor studie naar Tibet te sturen om monnik te worden. Die zoon van Batur was Galdan (1644-1697), die na 1670 heerser van de Dzjoengaren zou worden. Erdeni Batur had nog acht andere zoons, die een lange onderlinge machtsstrijd voerden. Pas in 1661 was er een duidelijke winnaar in de persoon van Sengge. In 1670 werd door twee broers van hem een coup uitgevoerd, waarbij Sengge vermoord wordt.